# Ashotavan
Ashotavan (en arménien Աշոտավան) est une communauté rurale du marz de Syunik en Arménie. En 2011, elle compte 653 habitants.

## Géographie

### Situation
Ashotavan est située à 8 km de Sisian et à 112 km de Kapan, la capitale régionale.

### Topographie
L'altitude moyenne d'Ashotavan est de 1 750 m.

### Hydrographie
Ashotavan est située sur la rive occidentale du réservoir de Tolors.

### Territoire
La communauté couvre 1 229 hectares, dont :
- 899 ha de terrains agricoles ;
- 10 ha de terrains industriels ;
- 1 ha alloué aux infrastructures énergétiques, de transport, de communication, etc. ;
- 10 ha d'aires protégées ;
- 163 ha d'eau[3].

## Politique
Le maire (ou plus correctement le chef de la communauté) d'Ashotavan est depuis 2007 Armen Beglaryan, membre du Parti républicain d'Arménie.
| Début | Fin      | Nom             | Parti                       |
| ----- | -------- | --------------- | --------------------------- |
| 2007  | 2011     | Armen Beglaryan | Parti républicain d'Arménie |
| 2011  | En cours | Armen Beglaryan | Parti républicain d'Arménie |

## Économie
L'économie de la communauté repose principalement sur l'agriculture.

## Démographie
| 2001 | 2008 | 2011 |
| ---- | ---- | ---- |
| 623  | 644  | 653  |